# Herbert Hunger
Pour les articles homonymes, voir Hunger.
Herbert Hunger, né le 9 décembre 1914 à Vienne (Autriche) et mort le 9 juillet 2000 dans cette même ville, est un helléniste byzantiniste et papyrologue autrichien.

## Biographie
Herbert Hunger est le fils unique d'un haut fonctionnaire aux chemins de fer impériaux. Il fait ses études classiques à Vienne, puis étudie à la Rudolphina les humanités classiques de 1932 à 1936. Il a en particulier comme professeurs Johannes Mewaldt (1880-1964, qui exerce une grand influence sur lui), Ludwig Radermacher et Karl Mras. Il suit aussi des cours d'archéologie classique. Sa thèse de doctorat en 1936 (dirigée par le prof. Mewaldt) porte sur Le Réalisme dans les tragédies d'Euripide. Il devient lecteur de latin et de grec, puis en 1937 enseignant au lycée académique de Vienne I. Il songe à une carrière d'enseignant, mais il fait son service militaire à l'automne 1937 et, en 1938, il est versé dans la Wehrmacht allemande, après l'unification (mais bénéficie d'un service civil de six mois en octobre 1938, où il est assistant dans un lycée moderne de Vienne XIV). Mais la Seconde Guerre mondiale éclate quelques mois plus tard et il part dans une unité de combat. En 1940, il fait la connaissance à Dresde de Ruth Friedrich qu'il épouse en 1941. Il est fait prisonnier dans un camp soviétique et n'est libéré qu'à la fin de l'année 1947.
Après sa libération, il entre à la Bibliothèque nationale autrichienne où il est chargé par le directeur, Josef Bick, de cataloguer les 1 100 manuscrits grecs de la Bibliotheca Palatina Vidobonensis, tâche qui lui prend deux ans. Il se spécialise ensuite en paléographie grecque et byzantine. Son ouvrage qui fait référence Studien zur griechischen Paläographie paraît en 1954. Son livre magistral, Schreiben und Lesen in Byzanz. Die byzantinische Buchkultur, fait date en 1989. Il publie plusieurs études ou monographies importantes, comme sur Théodore Métochitès ou Jean Tzétzès. Son Lexikon der griechischen und römischen Mythologie est plusieurs fois réédité.
Herbert Hunger est de 1956 à 1962 directeur de la Collection des papyrus de Vienne appartenant à la Bibliothèque nationale autrichienne. Il s'intéresse alors en particulier à des papyrus néotestamentaires ou encore au Papyrus Bodmer II (1960), codex presque complet de l'Évangile selon saint Jean, qui lui donne une réputation internationale grâce à des études sur sa datation. De 1962 à 1975, il est professeur à l'université de Vienne et de 1973 à 1982, président de l'Académie autrichienne des sciences et de 1959 à 1996, président (puis président d'honneur) de la Société byzantine d'Autriche (Österreichische Byzantinische Gesellschaft).
Il est le fondateur de l'École viennoise d'études byzantines (Wiener Schule der Byzantinistik) et le premier directeur de la chaire d'études byzantines à l'université de Vienne (de).
Herbert Hunger est nommé, le 10 octobre 1980, membre correspondant de l'académie des sciences de Saxe, au département des études classiques.
Il est enterré au cimetière central de Vienne.
Il est le père de l'assyriologue Hermann Hunger.

## Distinctions
- Grand commandeur de l'ordre du Phénix (Grèce)
- Grand croix de l'ordre du Mérite de la République fédérale d'Allemagne
- Prix Wilhelm Hartel en 1968
- Prix de la ville de Vienne pour les études en humanités en 1979
- Médaille autrichienne pour les sciences et les arts en 1981
- Médaille d'or de l'ordre du Mérite (Autriche)

## Quelques travaux
- Lexikon der griechischen und römischen Mythologie, 1953[3] (8e édition 1988)
- Griechische Paläographie, 1954
- Byzantinische Geisteswelt, 1958
- Antikes und mittelalterliches Buch- und Schriftwesen. Überlieferungsgeschichte der antiken Literatur, 1961
- Reich der neuen Mitte. Der christliche Geist der byzantinischen Kultur, 1965
- Katalog der griechischen Handschriften der Österreichischen Nationalbibliothek, (6 volumes, 1961–1995)
- Byzantinische Grundlagenforschung, 1973
- Die hochsprachliche profane Literatur der Byzantiner, 2 volumes, 1978
- Epidosis, 1989 (gesammelte Werke)
- Schreiben und Lesen in Byzanz, 1989
- Prochoros Kydones, 1990
- Das Denken am Leitseil der Sprache, 1999

## Source de la traduction
- (de) Cet article est partiellement ou en totalité issu de l’article de Wikipédia en allemand intitulé « Herbert Hunger » (voir la liste des auteurs).